# فيليكس غيريرو
فيليكس غيريرو هو لاعب كرة قدم برتغالي في مركز الهجوم، ولد في 5 أغسطس 1950 في البرتغال. شارك مع منتخب البرتغال لكرة القدم. أما مع النوادي، فقد لعب مع نادي فيتوريا سيتوبال.

## وصلات خارجية
- فيليكس غيريرو على موقع قاعدة بيانات كرة القدم.إي يو (الإنجليزية)
- فيليكس غيريرو على موقع عالم كرة القدم.نت (الإنجليزية)